# Кони Хокинс
Корнелијус Лaнс Кони Хокинс (енгл. Cornelius Lance Connie Hawkins; 17. јул 1942 — 6. октобар 2017) био је амерички кошаркаш. Играо је на позицији крилног центра.

## Биографија
Одрастао је у Бруклину у Њујорку. До данас се сматра једном од највећих легенди уличне кошарке икада. Након средњошколских година у Бруклину, отишао је на Универзитет у Ајови, где је морао да пропусти прву годину због тада важећих правила НСАА. Али пре него што је могао да одигра своју прву утакмицу на колеџу, суспендован је због сумње да је умешан у скандал са клађењем Џека Молинаса. Међутим, умешаност у скандал са клађењем могла је бити искључена јер није имао право да игра због НСАА правила у време скандала. Хокинс је зато напустио универзитет и преселио се у новоосновани АБЛ тим Питсбург ренс, где је проглашен за најкориснијег играча (МВП) у својој првој сезони.
Финансијски слаба АБЛ лига није дуго трајала и 1963. године је прешао у Харлем глобтротерсе. Играо је за ову шоу трупу до 1966. пре него што је прешао у Питсбург пајперсе и новоосновану АБА лигу. Одвео их је до АБА шампионске титуле одмах у првој сезони, а такође је проглашен за МВП-а због постигнутих 26,8 поена и 13,5 скокова по утакмици.
НБА дуго није била опција за Хокинса, пошто је био непожељан и избачен из лиге због наводне умешаности у скандал са клађењем Молинаса. Коначно је требало до 1970. да НБА укине Хокинсову суспензију. Прешао је у Финикс сансе. Више није био истакнута звезда у НБА, али је и даље био један од најбољих играча, први играч Санса који је изабран у идеални тим НБА 1970. године. После седам сезона у НБА лиги, завршио је кошаркашку каријеру у 33. години без освојене титуле.
Дана 11. маја 1992. године, уврштен је у Нејсмит Меморијал кошаркашку кућу славних због свог достигнућа у играчкој каријери.
Преминуо је у Финиксу 6. октобра 2017. године од рака.

## Успеси

### Клупски
- Питсбург пајперси:
  - АБА (1): 1968.

### Појединачни
- Најкориснији играч АБА (1): 1968.
- АБА плеј−оф МВП (1): 1968.
- АБА ол-стар меч (1): 1968.
- Идеални тим AБА — прва постава (2): 1968, 1969.
- НБА Ол-стар меч (4): 1970, 1971, 1972, 1973.
- Идеални тим НБА — прва постава (1): 1970.